# Boxe aux Jeux méditerranéens de 2005
Navigation
Édition précédente Édition suivante
Les compétitions de boxe anglaise de la 15e édition des Jeux méditerranéens se sont déroulées du 27 juin au 2 juillet 2005 à Almería, Espagne. 

## Résultats

### Podiums
| Catégories                  | Or                 | Argent          | Bronze                                    |
| Poids mi-mouches (-48 kg)   | Alfonso Pinto      | Amjad Aouda     | Jose de la Nieve Linares Abdülkadir Koçak |
| Poids mouches (-51 kg)      | Atagün Yalçınkaya  | Walid Cherif    | Juan Padilla Mohamed Eliwa                |
| Poids coqs (-54 kg)         | Ali Hallab         | Mohamed Amiriek | Serdar Avci Andrija Bogdanovic            |
| Poids plumes (-57 kg)       | Yaser Shigan       | Ovidiu Bobîrnat | Aboubaker Seddik Lbida Yakup Kilic        |
| Poids légers (-60 kg)       | Domenico Valentino | Selçuk Aydın    | Mohamed Beldjord Orestis Saridis          |
| Poids super-légers (-64 kg) | Adriani Vastine    | Milan Piperski  | Önder Şipal José Guttierez                |
| Poids welters (-69 kg)      | Bülent Ulusoy      | Xavier Noel     | Choayb Oussaci Borna Katalinic            |
| Poids moyens (-75 kg)       | Mohamed Hikal      | Savas Kaya      | Nikola Sjekloca Mamadou Diambang          |
| Poids mi-lourds (-81 kg)    | Mourad Sahraoui    | Yildirim Tarhan | Mario Sivolija Robert Kramberger          |
| Poids lourds (-91 kg)       | Clemente Russo     | Mohamed Homrani | Vedran Đipalo Newfel Ouatah               |
| Poids super-lourds (+91 kg) | Roberto Cammarelle | Mohamed Samoudi | Milan Vasiljevic Bakr Shouman             |

### Tableau des médailles
| Place | Pays                 | Médaille d'or | Médaille d'argent | Médaille de bronze | Total |
| ----- | -------------------- | ------------- | ----------------- | ------------------ | ----- |
| 1     | Italie               | 4             | 0                 | 0                  | 4     |
| 2     | Turquie              | 2             | 3                 | 4                  | 9     |
| 3     | France               | 2             | 2                 | 2                  | 6     |
| 4     | Syrie                | 1             | 2                 | 0                  | 3     |
| 4     | Tunisie              | 1             | 2                 | 0                  | 3     |
| 6     | Égypte               | 1             | 0                 | 2                  | 3     |
| 7     | Serbie-et-Monténégro | 0             | 1                 | 3                  | 4     |
| 8     | Chypre               | 0             | 1                 | 0                  | 1     |
| 9     | Croatie              | 0             | 0                 | 3                  | 3     |
| 9     | Espagne              | 0             | 0                 | 3                  | 3     |
| 11    | Algérie              | 0             | 0                 | 2                  | 2     |
| 12    | Grèce                | 0             | 0                 | 1                  | 1     |
| 12    | Maroc                | 0             | 0                 | 1                  | 1     |
| 12    | Slovénie             | 0             | 0                 | 1                  | 1     |
| Total | 14 pays médaillés    | 11            | 11                | 22                 | 44    |